# 格沃茲季基夫卡 (波爾塔瓦區)
49°32′50″N 34°19′32″E / 49.54722°N 34.32556°E
格沃茲季基夫卡（烏克蘭語：Гвоздиківка），是烏克蘭的村落，位於該國中部波爾塔瓦州，由波爾塔瓦區負責管轄，距離科萬奇克和米科拉伊夫卡1.5公里，海拔高度139米，2001年人口4。